# Супер Нойпі
«Супер Нойпі» (Super Noypi) — філіппінський пригодницький фентезійний фільм про супергероїв, що вийшов на екрани 25 грудня 2006 року, знятий режисером Кварком Енаресом і створений компанією Regal Films. Фільм став офіційним учасником 32-го кінофестивалю Метро-Маніла. Це була остання кінорол Сандарі Парк у її філіппінській кар'єрі в шоу-бізнесі.

## Сюжет
Шестеро звичайних друзів дитинства, пов'язаних дружбою, стикаються з приголомшливим відкриттям: їхні батьки — легендарні Супер Нойпі, наймогутніші супергерої в країні! Але тепер вони в небезпеці — їх узяв у заручники злим суперліходій Дієго (Монсур дель Росаріо). Один за одним шестеро друзів відкривають свої надздібності: здатність рухати об'єкти розумом, ставати невидимими за бажанням, мати надлюдську силу та швидкість, перетворюватися на будь-яку форму, яку можна собі уявити, застосовувати заклинання та керувати вогнем і льодом.
За допомогою сильної та енергійної незнайомки з майбутнього на ім'я Лія (Дженнілін Меркадо), вона стверджує, що світ, яким ми його знаємо, перестане існувати, якщо вони не зупинять Дієго зараз, Лоренцо Вальдес (Марк Геррас), Анніс Вальдес (Катріна Галілі), Ініго Раймундо (Джон Пратс), Юен Рапісора (Поло Равалес), Мічі Рапісора (Сандара Парк) і Тонтон Вальдес (Ендрю Мулач) об'єднуються, виступаючи проти зла, щоб врятувати світ і людей, яких вони люблять найбільше.

## Акторський склад
- Джон Пратс у ролі Ініго Раймундо: Ініго — син легендарних асвангів. Він має надлюдську силу та швидкість і перетворюється на свою форму асванга щоразу, коли виникає загроза небезпеки. Він смішний, дотепний і веселий. Він розлучається з Анніс після того, як дізнається її справжню особу.
- Поло Равалес у ролі Юена Рапісори: Юен — старший син найсильніших чарівників і відьом. Рокер у душі, він завжди спілкується зі своєю молодшою сестрою, яка любить все рожеве. Після виявлення їхнього походження супергероїв Юен також успадковує книгу заклинань, яка дозволяє йому використовувати магічні заклинання.
- Сандара Парк у ролі Мічі Рапісора: Мічі — молодша сестра Юена, яка майже завжди ворогує зі своїм братом. Вона завзята, трохи марнославна, але також абсолютно симпатична. Вона успадковує магічний посох, який дозволяє їй контролювати та створювати вогонь і лід.
- Катріна Галілі в ролі Анніс Вальдес / Кассандра Азарен: Анніс — молодша сестра Лоренцо та дівчина Ініго. Вона може стати невидимою за бажанням, а також має силу передчуття. Коли правда про те, що вона справжня дочка Дієго, була розкрита, вона вкрала книгу заклинань Юена, щоб підкинути її в небо, щоб її батько вибухнув книгу заклинань.
- Марк Геррас у ролі Лоренцо Вальдеса: Лоренцо — старший син наймогутніших супергероїв. Коли їхній батько пішов багато років тому, він був головою сім'ї та допомагав матері піклуватися про двох його молодших братів і сестер. Він має телекінетичні здібності та є лідером і найсильнішим серед нової породи СуперНойпі.
- Дженнілін Меркадо в ролі Лії: Лія — майстриня бойових мистецтв і бунтарка 2075 року, яка подорожує в часі, щоб знайти спосіб перемогти диктатора та суперлиходія Дієго. Вона намагається змінити хід історії, шукаючи нащадків найбільших супергероїв, яких коли-небудь знала країна.
- Ендрю Мулач у ролі Тонтона Вальдеса: Тонтон — молодший брат Лоренцо та Анніс, а також дитина групи. Типова дитина, він грайливий і іноді пустотливий. Коли його старші брати і сестри та їхні друзі починають відкривати для себе нові здібності, він виявляє, що їх у нього немає, і почувається наче осторонь. Але зрештою він дізнається, що володіє однією з наймогутніших і найпереможніших сил.
- Монсур дель Росаріо в ролі Дієго Азарена: Дієго — геній технологій, який піднявся з рядів і став найзліснішим і наймогутнішим диктатором, якого знала країна. Він поставив своєю особистою місією знищити СуперНойпі та їхніх нащадків.

### Інший акторський склад
- Обрі Майлз — Лорана Ікс / Даяна Азарен
- Діно Імперіал — Гарві / Арклайт
- Джао Мапа в ролі Генрі Вальдеса
- Дженніфер Севілья — Наннет Вальдес
- Mon Confiado — Семмі Реймундо
- Карла Естрада — Тельма Реймундо
- Річард Куан — Річард Рапісора
- Куку Гонзалес — Кетрін Рапісора
- Аллан Поул — батько Лії
- Бінг Піментел — матір Лії